# Phyllis Greenacre
Phyllis Greenacre est une psychiatre et psychanalyste américaine née le 3 mai 1894 à Chicago et morte le 24 octobre 1989 à Ossining, comté de Westchester (New York). 

## Biographie
Elle fait ses études à l'université de Chicago, où elle obtient sa licence en 1913, puis son doctorat de médecine en 1916. Elle est interne à la clinique Phipps de l'hôpital Johns Hopkins  de Baltimore, où elle a rencontré le psychiatre suisse Adolf Meyer. 
Elle se forme comme psychanalyste à partir de 1932, à l'institut de la New York Psychoanalytic Society, dont elle devient formatrice en 1942. Elle est influencée par Ernst Kris et Heinz Hartmann et le courant de l'Ego psychology. 
En juillet 1953, à l'issue de son XVIIIe congrès international, à Londres, l'Association psychanalytique internationale constitue un comité, afin de vérifier si les pratiques de la Société française de psychanalyse lui permettent d'adhérer à l'association internationale. Ce comité, dont les membres sont, outre Phyllis Greenacre et Kurt R. Eissler pour les États-Unis, Jeanne Lampl-de Groot, Donald Winnicott et Hedwige Hoffer pour l'Europe, conclut que le « Groupe Lacan » n'est pas en conformité sur le plan de la formation notamment.

## Publications
- Traumatisme, Croissance, Personnalité, Puf, 1992  (ISBN 2130312888)
- L’Agressivité dans les perversions
- Un Portrait psychanalytique des criminels
- L’Identification à la mère. Les perversions
- Le fétiche : un substitut du « phallus maternel »
- Un trouble qui affecte les deux premières années de la vie (perversions)